# Acura Legend
O Legend é um sedan de luxo fabricado pela Acura, fabricado entre 1986 e 1995, tendo sido vendido também sob a marca Honda em outros mercados fora dos Estados Unidos.

## História
Em 1986 a Honda Automóveis da América fundou sua divisão de luxo, a Acura (pronuncia-se É-kiu-ra), para atuar - principalmente - nos Estados Unidos. A ideia era oferecer automóveis luxuosos, associados à uma marca de mais prestígio, desvinculados de carros populares da Honda por lá, como o Civic. Inicialmente, dois modelos foram lançados sob a marca Acura, o Integra, um compacto e o Legend, na classe executiva, ou "luxo".

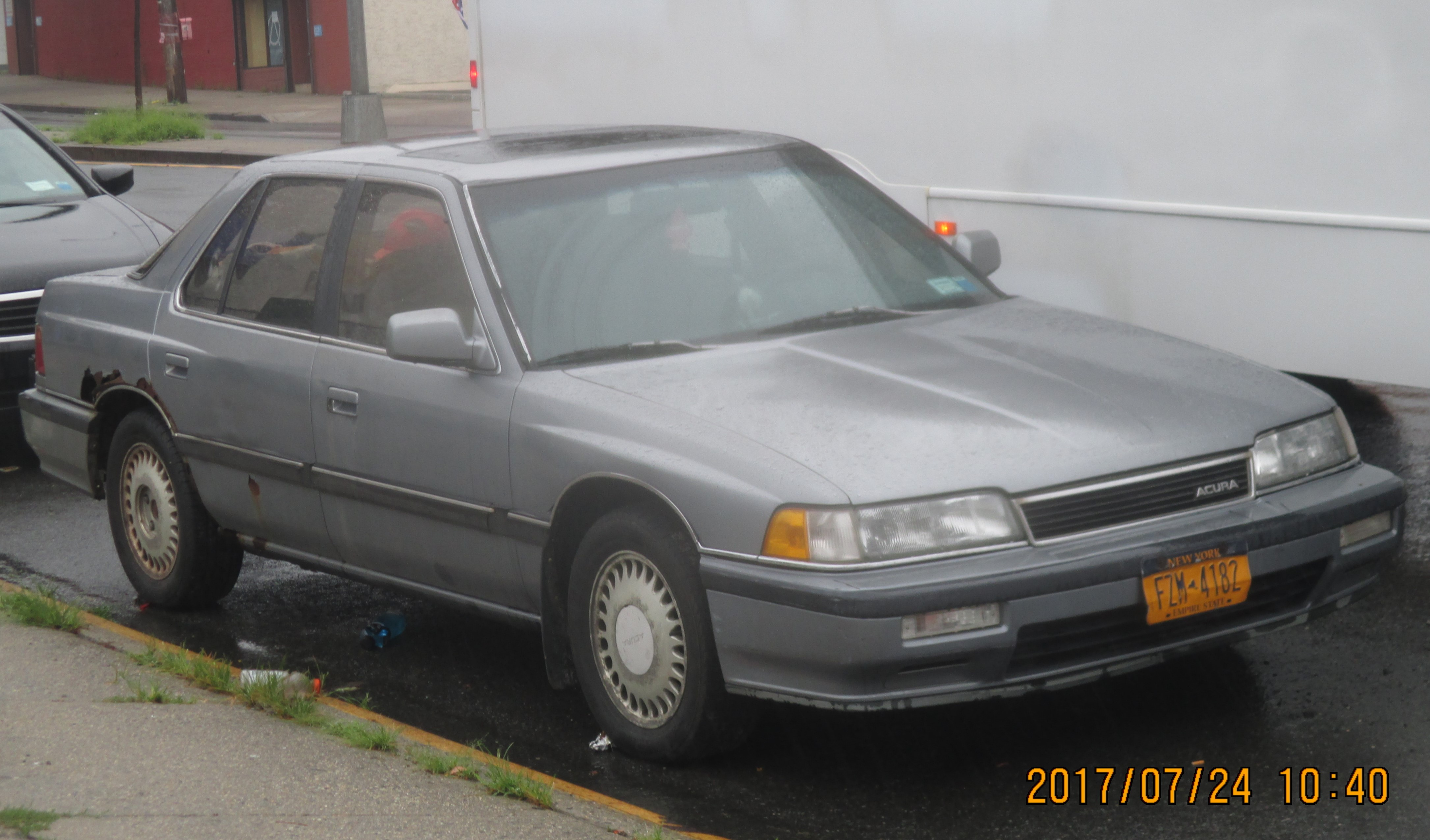
Legend sedan de 1ª geração

O Legend nasceu de um esforço de engenharia entre a japonesa Honda e a inglesa Rover. Apesar de serem projetos distintos, tiveram vários traços de plataforma e soluções mecânicas compartilhados. Alguns componentes também foram cedidos pelo Honda Accord, então o carro de luxo da companhia nipônica. Sua missão era combater o Toyota Cressida (a Toyota ainda não havia lançado nenhum veículo para sua divisão de luxo, Lexus, fundada em 1983), além de outros veículos americanos, europeus e nipônicos, como o Mazda 929.
Oferecido inicialmente em duas carrocerias sedan (4,8m de comprimento) e coupé (4,7m), o Legend possuía motores V6 de 2.5L (151cv) e 2.7L (161cv), o Legend teve a primazia - dentro do grupo Honda - em oferecer freios ABS e duplo airbag, bem como rodas traseiras autoesterçantes e comando de válvulas variável (batizado de VTEC pela Honda), responsável pela otimização na queima do combustível, gerando melhoria na performance sem maior consumo; lançado previamente apenas no superesportivo NSX.

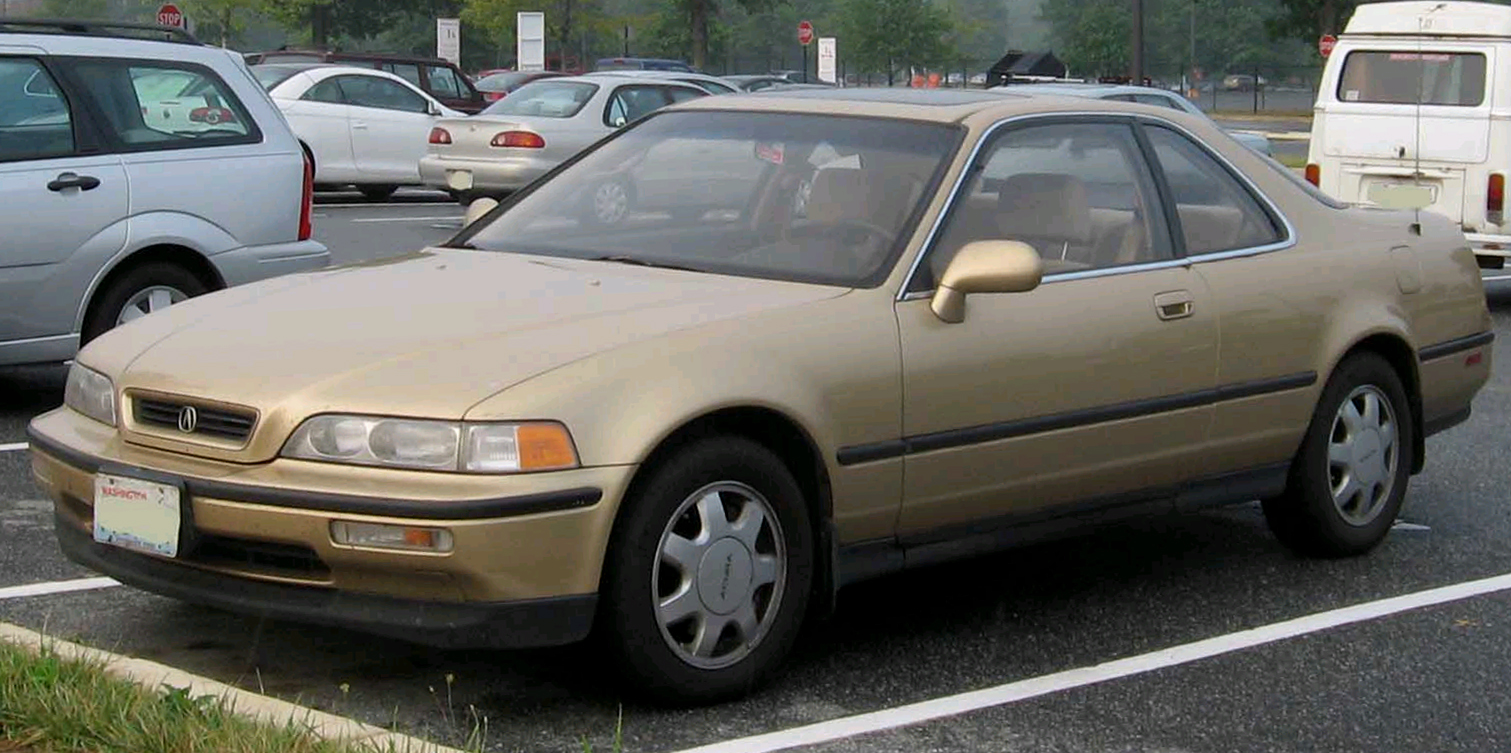
Legend coupé de 2ª geração

A segunda geração surgiu em 1991, com tamanho de 4,95m e motor 3.2L V6 (200cv) e introduziu as portas com fechamento à vácuo (apenas no Coupé), uma tecnologia ainda rara entre os automóveis atuais, que dispensa o ato de "bater a porta" para fechá-la, bastando encostá-la. O Legend foi vendido em diversos outros mercados, porém sob a marca Honda, uma vez que a Acura era para uso restrito em poucos mercados (EUA, México e Canadá). Seu nome foi aposentado nestes mercados em 1995, para dar lugar à sua terceira geração, rebatizada por lá de RL - tendo este permanecido em linha até 2012.

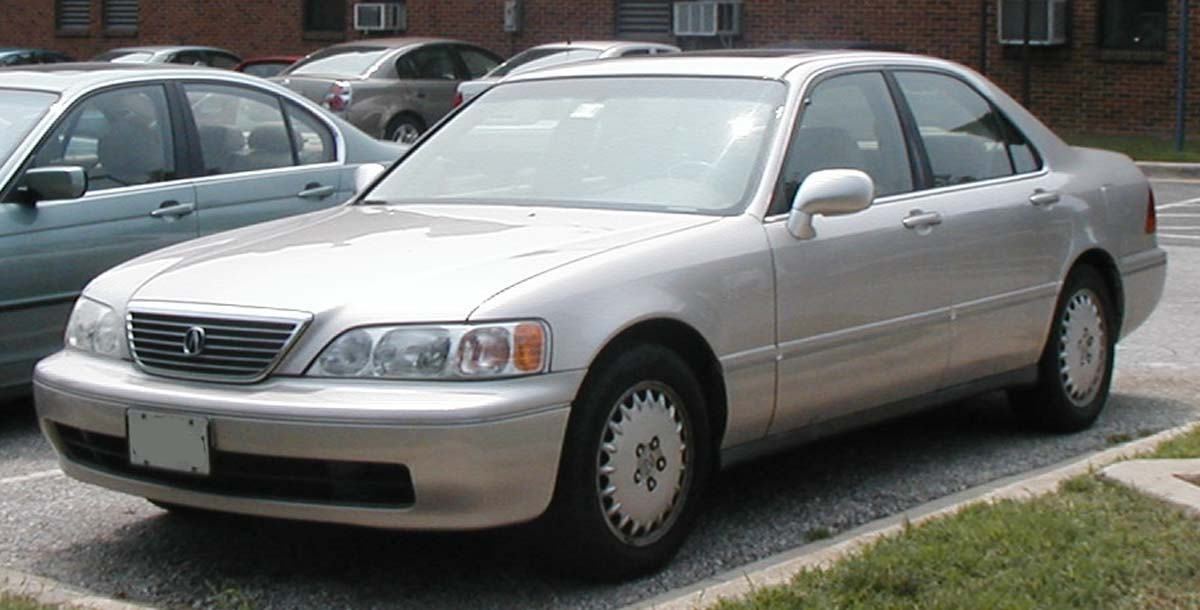
O Acura RL, que sucedeu o Legend nos EUA, foi vendido em outros mercados como Legend.

No Brasil o Legend foi vendido oficialmente pela Honda Automóveis entre 1992 e 1997, na segunda e terceira gerações. Algumas unidades sob a marca Acura vieram por importação independente no início dos anos 90. A Acura anunciou que pretende instalar-se oficialmente no Brasil em 2015, oferecendo - entre outros modelos - o RLX (sucessor do RL), a ser lançado em 2013 nos Estados Unidos.